# Susan Swift
Susan Rachel Swift (21 de julho de 1964) é uma atriz americana, ativa no final dos anos 1970 e 1980.

## Filmografia
| 1995 | Halloween: The Curse of Michael Myers | Mary                       |
| 1987 | Simon & Simon (TV)                    | coadjuvante em um episódio |
| 1986 | Amazing Stories (TV)                  | coadjuvante em um episódio |
| 1985 | Magnum, P.I. (TV)                     | coadjuvante em um episódio |
| 1983 | A Killer in the Family (TV)           | Teresa                     |
| 1981 | Burned at the Stake                   | Loreen Graham/Ann Putnam   |
| 1980 | The Chisholms (TV)                    | Mercy Hopewell             |
| 1979 | Featherstone's Nest (TV)              | Kelly Featherstone         |
| 1979 | The Chisholms (TV)                    | Annabel Chisholm           |
| 1978 | Harper Valley PTA                     | Dee Johnson                |
| 1977 | Audrey Rose                           | Ivy Templeton              |